# Тетерешть (Бакеу)
Тетерешть, Тетерешті (рум. Tătărăști) — село у повіті Бакеу в Румунії. Входить до складу комуни Тетерешть.
Село розташоване на відстані 216 км на північний схід від Бухареста, 45 км на південний схід від Бакеу, 108 км на південь від Ясс, 108 км на північний захід від Галаца, 138 км на північний схід від Брашова.

## Населення
За даними перепису населення 2002 року у селі проживали 454 особи, з них 453 особи (99,8%) румунів. Рідною мовою 453 особи (99,8%) назвали румунську.